# Rivalité entre Arsenal et Chelsea en football féminin
La rivalité entre Arsenal et Chelsea ou North-West London Derby est une des principales rivalités dans le football féminin anglais. Elle oppose les deux plus importants clubs féminins londoniens, Arsenal et Chelsea.
Arsenal et Chelsea sont les deux clubs les plus titrés du football féminin anglais moderne. Dans un championnat souvent serré, les rencontres entre les deux équipes sont cruciales pour la course au titre. Le bilan entre les deux équipes en championnat est d'ailleurs équilibré, avec depuis 2011 neuf victoires de chaque côté pour cinq matches nuls, et les scores sont souvent très serrés.

## Histoire
Chelsea est promu en première division féminine anglaise en 2005, ouvrant la voie à une extension de la rivalité avec Arsenal dans le football féminin. À l'époque, Arsenal est quadruple champion en titre, et la première rencontre entre les deux équipes se solde donc logiquement par une écrasante victoire 6-0 des Gunners.
Arsenal affiche le plus beau palmarès d'Angleterre avec 15 titres en championnat, et est le seul club anglais à avoir remporté la Ligue des champions (en 2007), mais depuis la deuxième moitié des années 2010, c'est Chelsea qui domine la scène nationale.
Le 5 décembre 2021, les deux équipes se retrouvent en finale de coupe d'Angleterre à Wembley. Devant 40 942 spectateurs, les Blues matent leurs rivales 3-0 et décrochent le triplé championnat-coupe-coupe de la ligue.

« La rivalité entre nos deux clubs est assez intense. Elles ont été à la première place pendant la majeure partie de la saison et au fond de nous on voulait être à cette place. »

— Jessie Fleming, joueuse de Chelsea, après la victoire des Blues face à Arsenal en décembre 2021.
La rivalité continue après la fin des matches. Après la finale de coupe d'Angleterre 2021, la coach des Blues Emma Hayes imite un chat pour chambrer son homologue, Jonas Eidevall, qui avait expliqué éviter les chats noirs. Quelques mois plus tard, Chelsea bat Arsenal 4-2 pour remporter le championnat. Au moment de la remise du trophée, Erin Cuthbert et ses coéquipières chambrent Eidevall, l'entraîneur des Gunners, en mimant sa célébration lors de la victoire d'Arsenal au match aller.
Le 15 janvier 2023 en championnat, Arsenal reçoit Chelsea devant 46 881 spectateurs. Les Gunners ouvrent le score grâce à Kim Little, sur un penalty litigieux après une faute à la limite de la surface de réparation, mais Sam Kerr arrache le nul à la 89e minute.

## Historique des confrontations
| Liste des rencontres officielles entre Arsenal et Chelsea depuis 2015 | Liste des rencontres officielles entre Arsenal et Chelsea depuis 2015 | Liste des rencontres officielles entre Arsenal et Chelsea depuis 2015 | Liste des rencontres officielles entre Arsenal et Chelsea depuis 2015 | Liste des rencontres officielles entre Arsenal et Chelsea depuis 2015      | Liste des rencontres officielles entre Arsenal et Chelsea depuis 2015   | Liste des rencontres officielles entre Arsenal et Chelsea depuis 2015 |
| Date                                                                  | Lieu                                                                  | Compétition                                                           | Résultat                                                              | Buteuses/Arsenal                                                           | Buteuses/Chelsea                                                        | Affluence                                                             |
| --------------------------------------------------------------------- | --------------------------------------------------------------------- | --------------------------------------------------------------------- | --------------------------------------------------------------------- | -------------------------------------------------------------------------- | ----------------------------------------------------------------------- | --------------------------------------------------------------------- |
| 20/04/2015                                                            | Wheatsheaf Park, Staines-upon-Thames                                  | FA WSL                                                                | CHE 0 - 0 ARS                                                         | –                                                                          | –                                                                       |                                                                       |
| 16/08/2015                                                            | Wheatsheaf Park, Staines-upon-Thames                                  | FA League Cup - Phase de groupes                                      | CHE 0 - 2 ARS                                                         | Marta Corredera 18e 38e                                                    | –                                                                       |                                                                       |
| 23/08/2015                                                            | Meadow Park, Borehamwood                                              | FA WSL                                                                | ARS 0 - 2 CHE                                                         | –                                                                          | Vicky Losada 8e (csc) · Gemma Davison 71e (pen.)                        |                                                                       |
| 21/04/2016                                                            | Meadow Park, Borehamwood                                              | FA WSL                                                                | ARS 0 - 2 CHE                                                         | –                                                                          | Fran Kirby 17e 81e                                                      |                                                                       |
| 14/05/2016                                                            | Wembley, Londres                                                      | FA Cup - Finale                                                       | ARS 1 - 0 CHE                                                         | Danielle Carter 18e                                                        | –                                                                       | 32 912                                                                |
| 17/07/2016                                                            | Wheatsheaf Park, Staines-upon-Thames                                  | FA WSL                                                                | CHE 1 - 2 ARS                                                         | Vicky Losada 44e · Daniëlle van de Donk 84e                                | Sari van Veenendaal 8e (csc)                                            |                                                                       |
| 17/05/2017                                                            | Wheatsheaf Park, Staines-upon-Thames                                  | FA WSL                                                                | CHE 2 - 2 ARS                                                         | Jodie Taylor 34e · Jordan Nobbs 90+6e                                      | Millie Bright 69e · Drew Spence 90+2e                                   | 1 009                                                                 |
| 07/01/2018                                                            | Kingsmeadow, Kingston upon Thames                                     | FA WSL                                                                | CHE 3 - 2 ARS                                                         | Vivianne Miedema 56e · Dominique Janssen 63e                               | Maren Mjelde 23e · Ji So-yun 60e · Sari van Veenendaal 83e (csc)        | 2 570                                                                 |
| 01/04/2018                                                            | Meadow Park, Borehamwood                                              | FA WSL                                                                | ARS 1 - 1 CHE                                                         | Beth Mead 45+1e                                                            | Fran Kirby 31e                                                          | 1 807                                                                 |
| 05/05/2018                                                            | Wembley, Londres                                                      | FA Cup - Finale                                                       | ARS 1 - 3 CHE                                                         | Vivianne Miedema 73e                                                       | Ramona Bachmann 48e 60e · Fran Kirby 76e                                | 45 423                                                                |
| 14/10/2018                                                            | Kingsmeadow, Kingston upon Thames                                     | FA WSL                                                                | CHE 0 - 5 ARS                                                         | Kim Little 21e (pen.) · Vivianne Miedema 38e 57e · Jordan Nobbs 52e 67e    | –                                                                       | 2 020                                                                 |
| 13/01/2019                                                            | Meadow Park, Borehamwood                                              | FA WSL                                                                | ARS 1 - 2 CHE                                                         | Vivianne Miedema 80e                                                       | Erin Cuthbert 26e 63e                                                   | 3 019                                                                 |
| 17/02/2019                                                            | Kingsmeadow, Kingston upon Thames                                     | FA Cup - 8es de finale                                                | CHE 3 - 0 ARS                                                         | –                                                                          | Bethany England 5e 58e · Jonna Andersson 39e                            | 2 232                                                                 |
| 13/10/2019                                                            | Kingsmeadow, Kingston upon Thames                                     | FA WSL                                                                | CHE 2 - 1 ARS                                                         | Daniëlle van de Donk 9e                                                    | Bethany England 57e · Maria Thorisdottir 85e                            | 4 149                                                                 |
| 19/01/2020                                                            | Meadow Park, Borehamwood                                              | FA WSL                                                                | ARS 1 - 4 CHE                                                         | Beth Mead 74e                                                              | Bethany England 10e · Sam Kerr 13e · Sophie Ingle 20e · Guro Reiten 68e | 4 000                                                                 |
| 29/02/2020                                                            | City Ground, West Bridgford                                           | FA League Cup - Finale                                                | ARS 1 - 2 CHE                                                         | Leah Williamson 85e                                                        | Bethany England 8e 90+2e                                                | 6 743                                                                 |
| 07/10/2020                                                            | Kingsmeadow, Kingston upon Thames                                     | FA League Cup - Phase de groupes                                      | CHE 4 - 1 ARS                                                         | Caitlin Foord 8e                                                           | Magdalena Eriksson 5e · Guro Reiten 10e 15e · Bethany England 90e       |                                                                       |
| 15/11/2020                                                            | Meadow Park, Borehamwood                                              | FA WSL                                                                | ARS 1 - 1 CHE                                                         | Beth Mead 86e                                                              | Lotte Wubben-Moy 90e (csc)                                              |                                                                       |
| 10/02/2021                                                            | Kingsmeadow, Kingston upon Thames                                     | FA WSL                                                                | CHE 3 - 0 ARS                                                         | –                                                                          | Pernille Harder 48e 58e · Fran Kirby 90e                                |                                                                       |
| 05/09/2021                                                            | Emirates Stadium, Londres                                             | FA WSL                                                                | ARS 3 - 2 CHE                                                         | Vivianne Miedema 14e · Beth Mead 49e 60e                                   | Erin Cuthbert 44e · Pernille Harder 64e                                 | 8 705                                                                 |
| 05/12/2021                                                            | Wembley, Londres                                                      | FA Cup - Finale                                                       | ARS 0 - 3 CHE                                                         | –                                                                          | Fran Kirby 3e · Sam Kerr 57e 79e                                        | 40 942                                                                |
| 11/02/2022                                                            | Kingsmeadow, Kingston upon Thames                                     | FA WSL                                                                | CHE 0 - 0 ARS                                                         | –                                                                          | –                                                                       | 3 300                                                                 |
| 17/04/2022                                                            | Meadow Park, Borehamwood                                              | FA Cup - Demi-finale                                                  | ARS 0 - 2 CHE                                                         | –                                                                          | Guro Reiten 50e · Ji So-yun 61e                                         | 3 458                                                                 |
| 15/01/2023                                                            | Emirates Stadium, Londres                                             | FA WSL                                                                | ARS 1 - 1 CHE                                                         | Kim Little 57e (pen.)                                                      | Sam Kerr 89e                                                            | 46 881                                                                |
| 26/02/2023                                                            | Kingsmeadow, Kingston upon Thames                                     | FA Cup - 8es de finale                                                | CHE 2 - 0 ARS                                                         | –                                                                          | Sophie Ingle 21e · Sam Kerr 56e                                         |                                                                       |
| 05/03/2023                                                            | Selhurst Park, Croydon                                                | FA League Cup - Finale                                                | ARS 3 - 1 CHE                                                         | Stina Blackstenius 16e · Kim Little 24e (pen.) · Niamh Charles 45+5e (csc) | Sam Kerr 2e                                                             | 19 010                                                                |
| 21/05/2023                                                            | Kingsmeadow, Kingston upon Thames                                     | FA WSL                                                                | CHE 2 - 0 ARS                                                         | –                                                                          | Guro Reiten 22e · Magdalena Eriksson 41e                                | 3 456                                                                 |
| 10/12/2023                                                            | Emirates Stadium, Londres                                             | FA WSL                                                                | ARS 4 - 1 CHE                                                         | Beth Mead 8e · Amanda Ilestedt 36e · Alessia Russo 38e 74e (pen.)          | Johanna Rytting Kaneryd 13e                                             | 59 042                                                                |
| 15/03/2024                                                            | Stamford Bridge, Londres                                              | FA WSL                                                                | CHE 3 - 1 ARS                                                         | Catarina Macario 86e (csc)                                                 | Lauren James 15e · Sjoeke Nüsken 21e 32e                                | 32 970                                                                |
| 31/03/2024                                                            | Molineux Stadium, Wolverhampton                                       | FA League Cup - Finale                                                | ARS 1 - 0 CHE                                                         | Stina Blackstenius 116e                                                    | –                                                                       | 21 462                                                                |
| 12/10/2024                                                            | Emirates Stadium, Londres                                             | FA WSL                                                                | ARS 1 - 2 CHE                                                         | Caitlin Foord 43e                                                          | Mayra Ramírez 4e · Sandy Baltimore 16e                                  | 45 860                                                                |
| 26/01/2025                                                            | Stamford Bridge, Londres                                              | FA WSL                                                                | CHE 1 - 0 ARS                                                         | –                                                                          | Guro Reiten 84e (pen.)                                                  | 34 302                                                                |

## Palmarès des deux équipes
| Équipe  | Championnat d'Angleterre                                                                        | Coupe d'Angleterre                                                                        | Coupe de la ligue anglaise                     | Community Shield                   | Ligue des champions |
| ------- | ----------------------------------------------------------------------------------------------- | ----------------------------------------------------------------------------------------- | ---------------------------------------------- | ---------------------------------- | ------------------- |
| Arsenal | 15 (1993, 1995, 1997, 2001, 2002, 2004, 2005, 2006, 2007, 2008, 2009, 2010, 2011, 2012 et 2019) | 14 (1993, 1995, 1998, 1999, 2001, 2004, 2006, 2007, 2008, 2009, 2011, 2013, 2014 et 2016) | 7 (2011, 2012, 2013, 2015, 2018, 2023 et 2024) | 5 (2000, 2002, 2006, 2007 et 2008) | 2 (2007, 2025)      |
| Chelsea | 8 (2015, 2018, 2020, 2021, 2022, 2023, 2024 et 2025) + 2017                                     | 6 (2015, 2018, 2021, 2022, 2023 et 2025)                                                  | 3 (2021, 2022 et 2025)                         | 1 (2020)                           | 0                   |

## Joueuses notables
Pendant la décennie entre 2006 et 2016, Chelsea cherche à construire son équipe, et recrute donc un bon nombre de joueuses d'Arsenal. Le tableau ci-dessous recense les joueuses ayant joué dans les deux équipes seniors.
| Joueuses passées d'Arsenal à Chelsea        | Joueuses passées d'Arsenal à Chelsea | Joueuses passées d'Arsenal à Chelsea | Joueuses passées de Chelsea à Arsenal | Joueuses passées de Chelsea à Arsenal | Joueuses passées de Chelsea à Arsenal |
| Joueuse                                     | Années à Arsenal                     | Années à Chelsea                     | Joueuse                               | Années à Chelsea                      | Années à Arsenal                      |
| ------------------------------------------- | ------------------------------------ | ------------------------------------ | ------------------------------------- | ------------------------------------- | ------------------------------------- |
| Eartha Pond                                 | 1999-2002                            | 2002, 2008-2009                      | Eartha Pond                           | 2002, 2008-2009                       | 2009-2010                             |
| Dunia Susi                                  | 2004-2005                            | 2006-2010, 2012-2013                 | Ellen White                           | 2005-2008                             | 2010-2013                             |
| Charlotte Gurr                              | 2004-2007                            | 2007-2008                            | Siobhan Chamberlain                   | 1999-2003, 2007-2010                  | 2014-2015                             |
| Casey Stoney                                | 1999-2002                            | 2007-2011                            | Lianne Sanderson                      | 2008-2010                             | 2015                                  |
| Danielle Bowman                             | ????-2007                            | 2007-2014                            | Casey Stoney                          | 2007-2011                             | 2014-2016                             |
| Mary Phillip                                | 2004-2008                            | 2008                                 | Fara Williams                         | 2000-2001                             | 2016-2017                             |
| Lianne Sanderson                            | 2003-2008                            | 2008-2010                            | Alessia Russo                         | 2016-2017                             | 2023-                                 |
| Anita Asante                                | 2003-2008                            | 2008-2009, 2018-2020                 |                                       |                                       |                                       |
| Leanne Champ                                | 2001-2008                            | 2009-2011                            |                                       |                                       |                                       |
| Helen Ward                                  | 2009-2010                            | 2010-2013                            |                                       |                                       |                                       |
| Laura Coombs                                | 2007-2011                            | 2011-2017                            |                                       |                                       |                                       |
| Laura Bassett                               | 2008-2009                            | 2014                                 |                                       |                                       |                                       |
| Gilly Flaherty                              | 2006-2013                            | 2014-2018                            |                                       |                                       |                                       |
| Katie Chapman                               | 2006-2013                            | 2014-2018                            |                                       |                                       |                                       |
| Niamh Fahey                                 | 2008-2014                            | 2015-2017                            |                                       |                                       |                                       |
| Gemma Davison                               | 2005-2010, 2012-2013                 | 2015-2018                            |                                       |                                       |                                       |
| Jade Bailey                                 | 2013-2015                            | 2015-2019                            |                                       |                                       |                                       |
| Karen Carney                                | 2006-2009                            | 2015-2019                            |                                       |                                       |                                       |
| Rebecca Spencer                             | 2006-2011, 2013                      | 2016-2018                            |                                       |                                       |                                       |
| Lauren James                                | 2017-2018                            | 2021-                                |                                       |                                       |                                       |
| Entraîneur.se.s passées d'Arsenal à Chelsea |                                      |                                      |                                       |                                       |                                       |
| Entraîneur.se.s                             | Années à Arsenal                     | Années à Chelsea                     |                                       |                                       |                                       |
| Steve Jones                                 | ????-???? (réserve)                  | 2008-2009                            |                                       |                                       |                                       |
| Emma Hayes                                  | 2006-2008 (assistante)               | 2012-2024                            |                                       |                                       |                                       |